# 90 (Album)
90 ist ein Jazzalbum von Ack van Rooyen. Die 2020 entstandenen Aufnahmen erschienen am 23. April 2021 auf dem Label Jazzline im Vertrieb von Delta Music Media. Es war das letzte Album des Trompeters, der im November 2021 starb.

## Hintergrund
Van Rooyen ist seit vielen Jahren ein angesehener Vertreter der europäischen Szene, notierte Michael Tucker. Sein weicher Sound und seine sichere, gemächliche Phrasierung zieren Alben beispielsweise vom United Jazz + Rock Ensemble und Peter Herbolzheimers Rhythm Combination & Brass. Im Jahr 2020 wurde Ack van Rooyen 90 Jahre alt; mit dieser Produktion feierte er seinen Geburtstag. 90 präsentiert ein binationales Sextett – mit je drei Musikern aus den Niederlanden und Deutschland. Neben Rooyen am Flügelhorn spielen Tenorsaxophonist Paul Heller, der auch für die Produktion und die Arrangements der überwiegenden Zahl der Stücke des Albums verantwortlich war, der Gitarrist Peter Tiehuis, der Pianist Hubert Nuss, Ingmar Heller am Bass und Hans Dekker am Schlagzeug. Van Rooyen spielte mit seiner Band neben eigenen Kompositionen „D'r Lange Jan“, ein niederländisches Lied über den gleichnamigen 135 Meter hohen Schornstein in Heerlen, das dänische Volkslied „En yndig og frydefuld sommertid“, das erstmals 1843 von Carl Schütz niedergeschrieben wurde, sowie Standards wie „Pra Dizer Adeus“ von Edu Lobo, „Papa Can You Hear Me“ von Michel Legrand (ein Lied, das Barbra Streisand in Yentl bekannt machte), „The Things We Did Last Summer“ (1946) von Sammy Cahn und Jule Styne (1953 Rooyens erste Schallplattenaufnahme mit dem Orchester von Boyd Bachmann) und „(All of a Sudden) My Heart Sings“ (ein Song, den Hildegarde (1944) und Paul Anka (1958) in den USA populär machten).

## Titelliste
- Ack van Rooyen: 90 (Jazzline D 77083)[4]

1. Canter No 1 (Kenny Wheeler)
2. D’r Lange Jan (Traditional)
3. Papa Can You Hear Me (Michel Legrand, Alan Bergman, Marilyn Bergman)
4. Brush it Up (Paul Heller)
5. Pra Dizer Adeus (Edu Lobo, Torquato Neto)
6. The Things We Did Last Summer (Sammy Cahn, Jule Styne)
7. En yndig og frydefuld sommertid (Traditional)
8. The Hague Shuffle (Paul Heller)
9. All of a Sudden My Heart Sings (Jean Marie Blanvillain, Henri Herpin, Harold Rome)

## Rezeption
Nach Ansicht von Michael Tucker, der das Album in Jazz Journal rezensierte, zeigt der niederländische Jazztrompeter und Flügelhornist, dass der Eintritt ins zehnte Jahrzehnt nicht unbedingt ein Ende des Jazzwillens bedeutet. Wenn man die Qualität von Ton und Linie hört, die van Rooyen auf dem Flügelhorn während dieser äußerst unterhaltsamen Veröffentlichung zeigt, sei es schwer – wenn nicht unmöglich – zu glauben, dass die Musik anlässlich seines 90. Geburtstags aufgenommen wurde.
Ferdinand Dupuis-Panther schrieb in Jazz halo, „alle, die Mainstream Jazz schätzen – dabei ist der Begriff nicht diskreditierend gemeint –, sollten sich dieses Album zulegen, ein wenig mitswingen und mit der Fußspitze wippen!“
In der Frankfurter Rundschau meinte Hans-Jürgen Linke, trotz des karnevalesken „D’r lange Jan“ pflege das Album „eher einen beschwingten Straight-Ahead-Jazz mit melancholischen Farben“, wie es dem Temperament des Jubilars entspräche. Letztlich gehe es auf 90 „um Zeitlosigkeit, jenseits bestimmter historischer Idiome. Etwas zutiefst Klassisches prägt die Musik, das über das bloß Gekonnte und Beherrschte und auch über jegliche altmeisterliche Attitüde weit hinaus weist. Es geht darum, dass man die Jungs noch einmal zusammenruft und gemeinsam schaut, wo man angekommen ist. Und das ist immer ein Jetzt, nie ein Gestern.“